# ObsCure
ObsCure – gra produkcji Hydravision Entertainment, wydana przez Microids/Anuman Interactive w 2004 roku. Łączy w sobie cechy survival horroru i przygodowej gry akcji. Została wydana w dwóch regionach – w Europie i Stanach Zjednoczonych – na konsole PlayStation 2, Xbox oraz komputery osobiste.

## Fabuła
Akcja gry rozgrywa się w amerykańskim liceum Leafmore High, w którym jeden z nastolatków – Kenny Matthews – znika w tajemniczych okolicznościach. Jego przyjaciele – Josh, Shannon, Stan i dziewczyna Ashley – uczniowie tej samej szkoły – postanawiają go odnaleźć i rozwiązać tajemnicę jaką kryje szkoła. Z czasem odkrywają, że nie jest to pierwsze zniknięcie ucznia z placówki, a także że sama szkoła jest położona na opuszczonych obrzeżach piwnic, o których nikt nie wiedział aż do tej pory.

## Postacie

### Grywalne postacie
- Kenny Matthews – zaginiony nastolatek, chłopak Ashley i brat Shannon. Podążając za złodziejem szkolnej torby, Kenny trafia do podwórza opuszczonego domostwa, a stamtąd do piwnicy owej posiadłości. Zostaje w niej zamknięty i zabrany do nieznanego miejsca.
Specjalna umiejętność – szybki bieg. Głosu użycza Sam Riegal.
- Josh Carter – nieśmiały reporter gazetki szkolnej. Licząc na szalony materiał, na poszukiwania Kenny'ego zabiera swoją kamerę video, co nie podoba się Ashley i Shannon.
Specjalna umiejętność – wchodząc do pomieszczenia mówi na głos, czy w danym pomieszczeniu można coś znaleźć lub coś zrobić. Głosu użycza Michael Sinterniklaas.
- Stanley Jones – dobry przyjaciel Kenny'ego i Josha. Liczne problemy w szkole sprawiły mu rozbrajanie zamków i włamywanie się do komputerów. Dołącza do bohaterów w celu odnalezienia Kenny'ego.
Specjalna umiejętność – w błyskawicznym tempie rozbraja zamki w drzwiach. Głosu użycza Scott Haze.
- Shannon Matthews – młodsza siostra Kenny'ego, która chce odnaleźć swojego starszego brata. Często się z nim kłóci.
Specjalna umiejętność – daje porady co do rozwiązania niektórych zagadek, oraz regeneruje się 25% od otrzymanych obrażeń. Głosu użycza Stephanie Sheh.
- Ashley Thompson – szkolna cheerleaderka oraz dziewczyna Kenny'ego. Była umówiona z nim na randkę, na której się nie zjawił. Kiedy zdaje sobie sprawę, że Kenny zaginął, wraz z Joshem i Shannon rozpoczyna poszukiwania.
Specjalna umiejętność – zadaje największe obrażenia przeciwnikom. Głosu użycza Tara Platt
- Dan – przerażony student, którego Kenny znajduje w piwnicy opuszczonego domostwa, w której był przetrzymywany. Zostaje przez niego uratowany, ale również tak jak Kenny – nie zdąża opuścić piwnicy. Na krótko jest postacią grywalną, nie ma specjalnej umiejętności.

## Rozgrywka
Z pięciu postaci gracz steruje jednym, a nad drugim kontrolę przejmuje AI (lub drugi gracz). W grze jest możliwość sklejenia taśmą klejącą przedmiotów, głównie broń palną (zwykły pistolet lub shotgun) z latarką. Po pierwszym ukończeniu gry zostaną dostępne dodatki, wśród których znajdują się filmy prezentujące tworzenie gry („Making of”), oraz filmy prezentujące zespoły wykonujące utwory wokalne. Dodatkowo zostają odblokowane nowe bronie i kostiumy dla wszystkich głównych bohaterów.

## Soundtrack
Ścieżka dźwiękowa została skomponowana przez Oliviera Derivière i składa się z 24 utworów. Zostały przygotowane również dwa specjalne utwory wokalne, ale ostatecznie nie umieszczone na ścieżce dźwiękowej. Te utwory to: „Still Waiting” zespołu Sum 41, oraz „Baby's Come Back” zespołu Span. Niemiecka wersja gry zawiera utwory wykonane przez zespół Sportfreunde Stiller, a francuska wersja gry zawiera utwór zespołu Enhancer podczas napisów końcowych. Klip do tego utworu jest dostępny w dodatkach po ukończeniu gry.

## Sequel
Gra doczekała się dotychczas jednego sequelu, zatytułowanego „ObsCure II”, na konsole PlayStation 2, Wii, PlayStation Portable oraz komputery osobiste. Część druga jest bezpośrednią kontynuacją części pierwszej, w której powracają te same postacie.
Oficjalnie zapowiedziano produkcję trzeciej części gry – „ObsCure 3” – na konsole nowej generacji, lecz nie są podane dokładniejsze informacje.